# Horácio de Medeiros Franco
Horácio de Medeiros Franco (Achada, 8 de março de 1888 — Ponta Delgada, 9 de outubro de 1952) foi um jurista e notável advogado, bacharel em Direito pela Universidade de Coimbra, notário e conservador do registo notarial, que entre outras funções de relevo foi governador civil do Distrito Autónomo de Ponta Delgada (1921-1923). Foi irmão de António de Medeiros Franco, deputado e senador durante a Primeira República Portuguesa.